# Damnamenia
Damnamenia is een geslacht uit de composietenfamilie (Asteraceae). Het geslacht telt een soort die voorkomt op de sub-antarctische Antipodeneilanden van Nieuw-Zeeland.

## Soorten
- Damnamenia vernicosa (Hook.f.) Given